# Língua halbi
Halbi  (ou Bastari, Halba, Halvas, Halabi, Halvi) é uma língua Indo-Ariana, transicional entre o Oriá e o Marata. É falado por mais de 500 mil pessoas na parte central da Índia.

## Uso
Há cerca de 200.000 falantes de segunda língua (em 2001). Em Chhattisgarh, as pessoas instruídas são fluentes em hindi. Alguns falantes de primeira língua usam o Bhatri como segunda língua. O dialeto Mehari (ou Mahari) é mutuamente inteligível com os outros dialetos apenas com dificuldade.
Halbi é freqüentemente usado como uma língua comercial, mas há uma baixa taxa de alfabetização. Quando está escrita  usam-se o Devanagari ou o alfabeto oriá. A ordem de palavras nas frases é SOV (sujeito-objeto-verbo), faz uso forte de afixos, e colocm-se adjetivos antes de substantivos. 

## Fonologia

### Vogais
Halbi tem 6 sons vogais: /a, e, ɘ, i, o, u/. Todas podem ser também nasalizadas..

### Consoantes
|             |             | Bilabial | Labiodental | Alveolar | Palatal | Velar | glotal oclusiva |
| ----------- | ----------- | -------- | ----------- | -------- | ------- | ----- | --------------- |
| Oclusiva    | surda       | p        |             | t        |         | k     | ʔ               |
| Oclusiva    | aspirada    | ph       |             | th       |         | kh    |                 |
| Oclusiva    | sonora      | b        |             | d        |         | g     |                 |
| Oclusiva    | ofegante    | bɦ       |             | dɦ       |         | gɦ    |                 |
| Nasal       | Nasal       | m        |             | n        |         | ŋ     |                 |
| Africada    | surda       |          | t͡s          |          | cç      |       |                 |
| Africada    | sonora      |          |             |          | ɟʝ      |       |                 |
| Fricativa   | surda       |          | f           | s        | ç       |       | h               |
| Fricativa   | sonora      |          | v           | z        |         |       |                 |
| Aproximante | Aproximante |          |             | l        | j       | w     |                 |
| Vibrante    | Vibrante    |          |             | r        |         |       |                 |

## Amostra de texto
Mateus 1:1-3
Devanagari
•	१. अब्राहम चो पिला, दाऊद चो पिला, ईशु मसी चो बंसावली |
•	२. अब्राहम ले इसाक जनम होलो, इसाक ले याकुब जनम होलो, याकुब ले यहुदा आउर हुनचो भाई जनम होला,
•	३. यहुदा आउर तामार ले फिरिस आउर जोरह जनम होला, फिरिस ले हिस्रोन जनम होलो, आउर हिस्रोन ले एराम जनम होलो,
Oriá
•	୧. ଅବ୍ରାହମ ଚୋ ପିଲା, ଦାଊଦ ଚୋ ପିଲା, ଇସୁ ମସୀ ଚୋ ବଂସାଵଲୀ।
•	୨. ଅବ୍ରାହମ ଲେ ଇସାକ ଜନମ ହୋଲୋ, ୟାକୁବ ଲେ ୟହୁଦା ଆଉର ହୁନଚୋ ଭାଈ ଜନମ ହୋଲା,
•	୩. ୟହୁଦା ଆଉର ତାମାର ଲେ ଫିରିସ ଆଉର ଜୋରହ ଜନମ ହୋଲା, ଫିରିସ ଲେ ହିସ୍ରୋନ ଜନମ ହୋଲୋ, ଆଉର ହିସ୍ରୋନ ଲେ ଏରାମ ଜନମ ହୋଲୋ,
Transliteração
1.	abrāham co pilā, dāūd co pilā, īsu masī co baṁsāvalī.
2.	abrāhām le isāk janam holo, isāk le yākub janam holo, yākub le yahudā āūr hunco bhaī janam holā,
3.	yahudā āūr tāmār le phiris āūr jorah janam holā, phiris le hisron janam holo, āūr hisron le erām janam holo,
Português
1. O livro da geração de Jesus Cristo, filho de Davi, filho de Abraão.
2. Abraão gerou Isaque; e Isaac gerou Jacó; e Jacó gerou Judas e seus irmãos;
3. E Judas gerou Phares e Zara de Tamar; e Phares gerou Esrom; e Esrom gerou Aram;<ref>Google<//ref>